# Irena Gattilusio
Irena Gattilusio, pierwotnie Eugenia (zm. 1 czerwca 1440 w Kokkinos na Lemnos) – córka Franciszka II Gattilusio, genueńskiego władcy Lesbos. 

## Życiorys
Od około 1396/1397 roku była żoną Jana VII Paleologa. Ich synem był Andronik V Paleolog. Po śmierci męża żyła jeszcze 33 lata, umierając w wieku około 55 lat. 